# Philippe Billy (ski de vitesse)
Pour les articles homonymes, voir Philippe Billy et Billy.
Philippe Billy, né le 2 octobre 1965, est un skieur de vitesse français. 
Il est le premier skieur à avoir dépassé les 230 km/h en kilomètre lancé, sur la piste de Vars en 1996, avec une vitesse de 238,410 km/h. Il améliore ce record du monde sur la piste de Chabrières en 1997, avec une vitesse de 243,902 km/h ; Simone Origone battra ce record en 2006.

## Résultats

### Championnats du monde
- Championnats du monde 2009 : 10e
- Championnats du monde 1996 :  Médaillé d'or

### Championnats de France
- Champion de France en 1997, ...

## Vie privée
Il est le père du skieur de vitesse Simon Billy et le compagnon de la championne de VTT Anne-Caroline Chausson,.